# Smithsburg
Smithsburg es un pueblo ubicado en el condado de Washington en el estado estadounidense de Maryland. En el Censo de 2010 tenía una población de 2.975 habitantes y una densidad poblacional de 1.085,68 personas por km².

## Geografía
Smithsburg se encuentra ubicado en las coordenadas 39°39′17″N 77°34′48″O / 39.65472, -77.58000. Según la Oficina del Censo de los Estados Unidos, Smithsburg tiene una superficie total de 2.74 km², de la cual 2.72 km² corresponden a tierra firme y (0.66%) 0.02 km² es agua.

## Demografía
Según el censo de 2010, había 2.975 personas residiendo en Smithsburg. La densidad de población era de 1.085,68 hab./km². De los 2.975 habitantes, Smithsburg estaba compuesto por el 91.73% blancos, el 4.24% eran afroamericanos, el 0.17% eran amerindios, el 1.04% eran asiáticos, el 0% eran isleños del Pacífico, el 0.84% eran de otras razas y el 1.98% pertenecían a dos o más razas. Del total de la población el 4.03% eran hispanos o latinos de cualquier raza.